# Castor M2 (foguete)
O Castor M2, foi um projeto, aparentemente não implementado, de uma versão ligeiramente mais potentete do foguete 
Castor M1.

## Especificações
- Número de estágios: 2
- Massa total: 1200 kg
- Altura: 8,08 m
- Diâmetro: 68,55 cm e 27,85 cm
- Carga útil: ?
- Apogeu: ?